# Horde
Horde (originalmente chamado de Beheadoth) é o projeto solo de black metal do músico australiano Jayson Sherlock, ex-membro de Mortification e Paramaecium. Em 1994, o único álbum de estúdio, Hellig Usvart, foi lançado pela Nuclear Blast Records. Com uma formação de sessão, Horde tocou ao vivo em 2006 na Noruega e em 2010 na Finlândia e na Alemanha. Hellig Usvart provou ser um lançamento seminal para o movimento unblack metal, e o álbum foi altamente controverso na cena secular do black metal na época em que foi lançado.

## História
Sherlock gravou um álbum de estúdio, Hellig Usvart ("Holy Unblack"), sob o pseudônimo de "Anonymous" (uma possível brincadeira com " Euronymous ", guitarrista do Mayhem), lançando-o pela Nuclear Blast em 1994, seguido por uma versão posterior. -lançamento pela Rowe Productions. O título do álbum é norueguês, fato que levou muitos a acreditar, enquanto Sherlock ainda era anônimo, que Horde era originário da Noruega, fato sustentado pela má qualidade de produção do álbum, considerado uma marca registrada do black metal norueguês.
Após o lançamento inicial de Hellig Usvart, uma campanha publicitária foi lançada em toda a comunidade black metal, girando em torno de Sherlock ser creditado como "Anonymous". Ameaças de morte malsucedidas foram feitas a Markus Staiger da Nuclear Blast, que fundou a gravadora, para revelar a identidade do músico anônimo que criou o álbum, embora a identidade do músico tenha sido posteriormente revelada como Jayson Sherlock. A Horda como entidade também recebeu ameaças de morte por ser uma banda cristã que tocava black metal. Após seu lançamento original em 1994, 4.000 cópias do álbum foram impressas. Em 1999, a Rowe Productions comprou as cópias restantes e as distribuiu mundialmente. Hellig Usvart foi relançado para o décimo aniversário do álbum em 2004 pela Rowe Productions e Soundmass com uma faixa adicional intitulada "Mine Heart Doth Beseech Thee (O Master)", que foi originalmente incluída em Godspeed: Australian Metal Compilation em 1994 pela Rowe Productions. e também incluído em reedições posteriores de Hellig Usvart pelo Soundmass. O álbum é difícil de encontrar e procurado por muitos. Em abril de 2007, um álbum ao vivo, The Day of Total Armageddon Holocaust – Alive in Oslo, foi lançado pela Veridon Music e contém a performance de 2006 de Horde no Nordic Fest ; um álbum de vídeo do show foi lançado pela mesma gravadora em DVD. Em maio de 2008, o selo polonês Metal Mind Productions lançou uma remasterização de Hellig Usvart com três faixas bônus do álbum ao vivo de 2007. Em 2018, Soundmass lançou Hellig Usvart em vinil e posteriormente relançou-o em CD em 2019 para o vigésimo quinto aniversário do álbum.
Hellig Usvart foi o pioneiro no gênero inédito de "unblack metal" (às vezes chamado de "Holy UnBlack Metal"); desde seu lançamento, bandas importantes como A Hill to Die Upon, Antestor e Crimson Moonlight e bandas menores como Dark Endless (também uma banda de unblack metal com um membro) e Hortor surgiram como proponentes do unblack metal cristão. O álbum é satírico da cena satânica do black metal, na medida em que transforma frases comuns do black metal em um ideal cristão. A mensagem geral de Hellig Usvart é a destruição e rejeição de Satanás, em favor de Deus. Há também louvor direto e indireto a Deus em todo o registro. A música do Horde é principalmente sombria, simples e muito rápida, no estilo unblack metal, com gritos estridentes ou vocais rosnados. Algumas faixas, como "Invert the Inverted Cross", utilizam trabalho de bumbo duplo para conduzir a música. Os teclados também estão espalhados por todo o álbum e aparecem em faixas como "Release and Clothe the Virgin Sacrifice".
Horde fez sua primeira apresentação ao vivo no Nordic Fest em Oslo, Noruega, em 3 de novembro de 2006, com Jayson Sherlock como baterista e vocalista e com a ajuda de três membros da banda cristã de unblack metal Drottnar sob os nomes artísticos Kvest, Bøddel e Gestalt. A banda fez seu segundo show ao vivo no Immortal Metal Fest, Finlândia, em 17 de abril de 2010, com a mesma formação ao vivo do Nordic Fest. Segundo o site do festival, Sherlock concordou em fazer o show porque o festival comemorava seu décimo aniversário. Horde também foi anunciado para tocar no festival Blast of Eternity na Alemanha em novembro de 2010.

## Membros da banda
Membros atuais
- Jayson "Anonymous" Sherlock – vocais, bateria (1994-presente), guitarras, baixo, teclados (1994)

Músicos ao vivo
- Simon "Pilgrim" Rosen - vocais (2006, 2010)
- Karl Fredrik "Kvest" Lind – guitarras (2006, 2010, 2012)
- Bengt "Bøddel" Olsson – guitarras (2006, 2010, 2012)
- Håvar "Gestalt" Wormdahl – baixo (2006, 2010, 2012)

Linha do tempo

## Discografia
Álbuns de estúdio
- Hellig Usvart (1994)

Álbuns ao vivo
- The Day of Total Armageddon Holocaust – Alive in Oslo (2007)

Álbuns de vídeo
- The Day of Total Armageddon Holocaust – Alive in Oslo (2007)